# NGC 6856
NGC 6856 este o galaxie situată în constelația Lebăda. A fost descoperită în 24 septembrie 1829 de către John Herschel.